# 伊丽莎白·比克
伊丽莎白·比克（英語：Elisabeth Margaretha Harbers-Bik，1966年—），荷兰微生物学家和科学诚信顾问。伊丽莎白·比克因其在科学出版物中检测照片处理的工作而闻名，并确定了 4,000 多起不当研究行为的潜在案例，其中包括 400 篇作者在中国发表的来自论文工厂公司的研究论文。 伊丽莎白·比克是 Microbiome Digest（一个每日更新微生物组研究的博客）和 Science Integrity Digest 博客的创始人。